# جفری آزبرن
جفری آزبرن (انگلیسی: Jeffrey Osborne؛ زادهٔ ۹ مارس ۱۹۴۸) یک خواننده اهل ایالات متحده آمریکا است.